# Гампер, Сергей Фёдорович
Сергей Фёдорович Гампер (1859, Мариуполь, Екатеринославская губерния — 9 февраля 1911, Мариуполь, Екатеринославская губерния) — российский врач и общественный деятель. Заведующий Мариупольской земской больницы. Член Мариупольской городской думы. Доктор медицины (1890).

## Биография

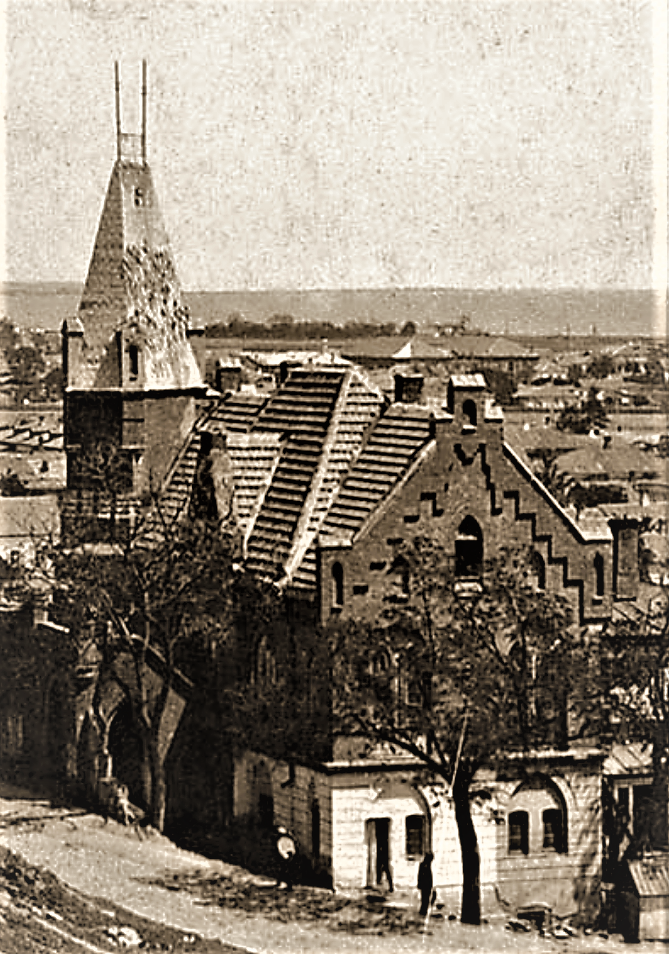
Дом Гампера в начале XX века

Родился в 1859 году в Мариуполе. Отец — Фёдор Васильевич Гампер (Фридрих Вильгельмович; 1832—1897) — земский врач и общественный деятель. Заведующий Мариупольской земской больницы, гласный Мариупольской городской думы.  В семье Фёдора Васильевича и Надежды Адамовны Гампер кроме сына Сергея было еще двое детей: Павел (1866—1916) и Александра. 
Окончил медицинский факультет Харьковского университета (1882). С 1884 года работал в Мариупольской мужской гимназии в качестве врача, являлся заведующим земской больницы. Вёл частную медицинскую практику. Занимался изучением земской медицины в Екатеринославской губернии. В своей врачебной практике применял концентрированный раствор морских солей и грязь с побережья Азовского моря при лечении опорно-двигательной системы.
Автор работы «К вопросу о влиянии азотно-кислого стрихнина на отравления желудка» изданной Санкт-Петербурге в 1890 году. Тогда же получил научную степень доктора медицины.
Являлся гласным Мариупольской городской думы. Оказывал опеку Гоголевскому начальному училищу на Слободке. По состоянию на 2017 год на здании бывшего училища имелась памятная табличка с текстом: «В этом доме находилось гоголевское начальное училище. Попечителем училища до 1911 г. служил врач Гампер С. Ф.».
В Мариуполе жил и работал в неоготическом доме на современной Земской улице, благодаря чему здание имеет название «дом Гампера».
Скончался 9 февраля 1911 года в Мариуполе.
Жена (с 27.05.1891) — Ольга Александровна, урожд. Мякотина, сын — Николай (г.р. 1896).